# Dilbeek

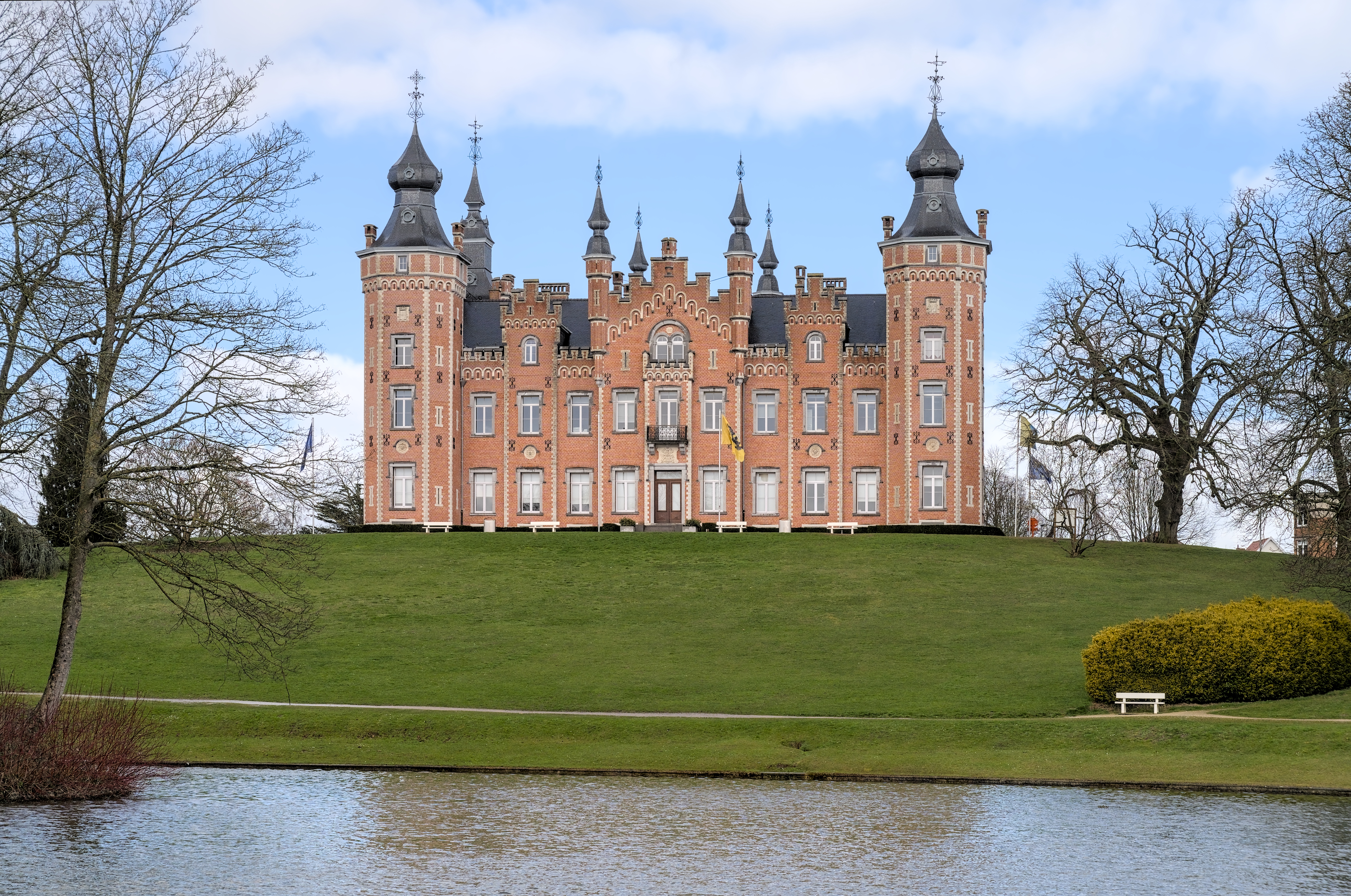
Schloss de Viron dient als Gemeindehaus von Dilbeek.

Dilbeek ist eine belgische Gemeinde in der Provinz Flämisch-Brabant mit 44.878 Einwohnern  (Stand 1. Januar 2024). Sie hat eine Fläche von 41,18 km² und eine Bevölkerungsdichte von 1090 Einwohnern pro km².
Dilbeek schließt sich unmittelbar westlich an den Ballungsraum Brüssel an.
Während die Teilgemeinden Dilbeek, Itterbeek und Groot-Bijgaarden bereits mit dem Ballungsraum Brüssel zusammengewachsen sind, handelt es sich bei Schepdaal, Sint-Martens-Bodegem, Sint-Ulriks-Kapelle, Sint-Anna-Pede und Sint-Gertrudis-Pede um kleine Dörfer, die ihren ländlichen Charakter eher bewahren konnten – trotz einer enormen Zersiedelung der Region.
Bürgermeister ist Willy Segers.

## Geschichte
Dilbeek wurde 1075 zum ersten Mal urkundlich erwähnt als Dedelbeccha. Die Gemeinde (Groß-)Dilbeek besteht seit einer Fusion 1977 aus dem zentralen Ort Dilbeek selbst sowie den Ortsteilen Itterbeek, Schepdaal, Sint-Martens-Bodegem, Sint-Ulriks-Kapelle und Groot-Bijgaarden.

## Politik

### Stadtrat
- PVDA: 1
- Vooruit: 1
- Gr – CD&V: 10
- UF: 2
- Open VLD: 8
- N-VA: 10
- VB: 3
- Sonst.: 0

Nach der wurde ein Mitte-rechts Koalition aus NVA und OpenVLD eingegangen. 
 Sie verfügen mit 18 von 35 Sitzen über die mindestnötige Anzahl für eine absolute Mehrheit.
- PVDA: 1
- Vooruit: 5
- Groen: 6
- Gr – CD&V: 10
- CD&V: 25
- UF: 18
- Open VLD: 59
- N-VA: 32
- VB: 10
- Sonst.: 5

OpenVLD, CD&V und Gr – CD&V haben eine Mehrheit von 94 Sitzen. 
 86 wären für eine absolute Mehrheit nötig.

## Partnerschaften
Dibeek unterhält Partnerschaften mit dem österreichischen Obervellach, dem südafrikanischen Franschhoek sowie dem US-amerikanischen Dalton (Georgia).

## Persönlichkeiten

### Söhne und Töchter der Gemeinde
- Remco Evenepoel (* 2000), Radrennfahrer
- Sigiswald Kuijken (* 1944), Geiger, Gambenspieler und Dirigent
- Wieland Kuijken (* 1938), Cellist und Viola-da-gamba-Spieler
- Barthold Kuijken (* 1949), Flötist und Dirigent

### Persönlichkeiten die vor Ort gewirkt haben
- Jacques de Croÿ (um 1436–1516), Fürstbischof von Cambrai und Kunstmäzen unterhielt ein Schloss in Dilbeek, in dem er starb
- Vivina von Brüssel (1109–um 1176), Einsiedlerin, Klostergründerin, Äbtissin in Bigarden